# Каланегир
Каланегир (Казаныгир) — река в России, протекает по Кош-Агачскому району Республики Алтай. Устье реки находится в 64 км от устья реки Тархаты по правому берегу. Длина реки составляет 27 км.

## Этимология
От алт. калаан — выгоревший; монг. халзан — лысый, плешивый; монг. энгэр — южная сторона горы, южный склон горы. Калаан-Энҥир — букв. выгоревший, ранее лысый, склон горы.

## Данные водного реестра
По данным государственного водного реестра России относится к Верхнеобскому бассейновому округу, водохозяйственный участок реки — Катунь, речной подбассейн реки — Бия и Катунь. Речной бассейн реки — (Верхняя) Обь до впадения Иртыша. Код водного объекта — 13010100312115100005384.